# T22型水雷艇
T22型水雷艇（1939型艦隊水雷艇：Flottentorpedoboot 1939）とは、ナチス・ドイツ海軍（Kriegsmarine）が第二次世界大戦において運用した水雷艇である。1942年から1944年にかけて15隻が就役した。
15隻全てがシハウ造船のエルビンク（現：ポーランド領エルブロンク）造船所で建造されたことから、連合国ではエルビンク級水雷艇（Elbing class torpedo boat）とも呼ばれる。

## 概要
1939年度建艦計画において3隻の建造が計画されていたことから、設計自体は1939年までに終わっていた模様。
100mを超える全長や1,000tを超える基準排水量など従来の1923型/1924型水雷艇や1935型/1937型水雷艇よりも大型化されており、凌波性や航行性が向上したほか航続距離も延長されている。また1935型/1937型と比較するとボイラーの配置が変更されたため煙突が2本に増えるなど艇形も変化している。
武装については、105mm砲を4門搭載するなど対空・対水上火力が大幅に強化されたため汎用性が向上し、雷撃だけでなく多種多様な任務により柔軟に対応可能となった。このため、小型駆逐艦として船団護衛などの任務にも投入されている。
第二次世界大戦当時のドイツ海軍艦艇の例に漏れず損失も多く、ドイツ敗戦までに11隻が失われた。残存の4隻もアメリカ（後にフランスに譲渡）とフランス、ソ連が賠償艇として接収し、1950年代後半まで自国海軍で運用した後にスクラップとされた。

## 同型艦
| 艇名 | 起工           | 進水           | 就役           | 備考                                                                                         |
| ---- | -------------- | -------------- | -------------- | -------------------------------------------------------------------------------------------- |
| T22  | 1940年7月1日   | 1941年7月20日  | 1942年2月28日  | 1944年8月18日、バルト海にて自軍の機雷に触雷・沈没。                                          |
| T23  | 1940年8月1日   | 1941年6月14日  | 1942年6月14日  | フランス海軍が賠償艇として接収し、ラルザシアン（L´Alsacien）として再就役。1955年2月に解体。  |
| T24  | 1940年9月21日  | 1941年9月13日  | 1942年10月17日 | 1944年8月24日、ジロンド県ル・ヴェルドン・シュル・メール沖にて英空軍の爆撃により撃沈。        |
| T25  | 1940年11月30日 | 1941年12月1日  | 1942年12月12日 | 1943年12月28日、ビスケー湾にてイギリス艦隊と交戦し撃沈（ストーンウォール作戦）。             |
| T26  | 1941年5月10日  | 1942年2月18日  | 1943年2月27日  | 1943年12月28日、ビスケー湾にてイギリス艦隊と交戦し撃沈（ストーンウォール作戦）。             |
| T27  | 1941年6月28日  | 1942年8月20日  | 1943年4月17日  | 1944年5月4日、交戦の翌日に爆撃を受け撃沈。                                                   |
| T28  | 1941年9月24日  | 1942年6月24日  | 1943年6月19日  | フランス海軍が賠償艇として接収し、ル・ロラン（Le Lorrain）として再就役。1959年に解体。       |
| T29  | 1941年12月12日 | 1943年1月16日  | 1943年8月21日  | 1944年4月26日、カナダ海軍艦と交戦し撃沈。                                                    |
| T30  | 1942年3月4日   | 1943年3月13日  | 1943年10月24日 | 1944年8月18日、バルト海にて自軍の機雷に触雷・沈没。                                          |
| T31  | 1942年6月29日  | 1943年5月22日  | 1944年2月5日   | 1944年6月20日、バルト海にてソ連海軍魚雷艇の雷撃により撃沈。                                  |
| T32  | 1942年10月27日 | 1943年7月17日  | 1944年5月8日   | 1944年8月18日、バルト海にて自軍の機雷に触雷・沈没。                                          |
| T33  | 1943年1月20日  | 1943年9月4日   | 1944年6月15日  | ソ連海軍が賠償艦として接収し、プリメールヌイ（Примерный）として再就役。1957年~1958年に解体。 |
| T34  | 1943年3月5日   | 1943年10月23日 | 1944年8月12日  | 1944年11月20日、リューゲン島アルコナ岬沖にて、触雷・沈没。                                   |
| T35  | 1942年         | 1943年12月11日 | 1944年10月7日  | アメリカ海軍が各種試験用に接収。試験終了後はフランス海軍にスペアパーツ供給源として譲渡。     |
| T36  | 1943年6月10日  | 1944年2月5日   | 1944年12月9日  | 1945年5月5日、スヴィネミュンデ沖において、触雷により損傷後、爆撃を受け撃沈。                 |